# Les Vertes Collines d'Afrique
Les Vertes Collines d'Afrique (Green Hills of Africa) est un récit autobiographique publié par Ernest Hemingway en 1935.
Le livre est un récit romancé et biographique d'un mois de safari réalisé courant décembre 1933 par l'auteur et son épouse Pauline-Marie Pfeiffer, en Afrique de l'Est, au Kenya et au Tanganyika, l'actuelle Tanzanie.

## Résumé
Le récit est divisé en quatre parties :
1. Poursuite et conversation ;
2. Poursuite remémorée ;
3. Poursuite et échec ;
4. Poursuite, ce bonheur.

Le récit s'ouvre sur une chasse au gros gibier chez les Masaïs, au sud du Kenya.  À la veillée, la conversation donne lieu à des échanges entre le chasseur, sa femme, le guide et les compagnons de route sur les risques de la chasse, l'angoisse de la mort que sublime la passion du sport, les relations désastreuses entre la plupart des chasseurs blancs et les rabatteurs africains employés pendant les expéditions.  Est également abordée entre un Européen et Hemingway, la place de l'écrivain américain et sa fonction. 
Le deuxième partie permet le récit d'une ancienne chasse dans le Nord de la Tanzanie, où Hemingway tua un rhinocéros, et son ami Karl, un plus gros encore. La narration de la chasse alterne avec des descriptions du paysage africain, notamment du lac Manyara. La discussion du soir aborde la littérature européenne et les techniques d'écriture de quelques grands écrivains, dont les Russes Tourgueniev, Dostoievski et Tolstoï, ainsi que les Français Flaubert et Stendhal, l'Autrichien Rainer Maria Rilke et l'Allemand Thomas Mann. La soirée, arrosée d'alcool, permet de développer des réflexions sur le statut de l'écrivain.
La troisième partie illustre les difficultés d'Hemingway qui ne parvient pas à trouver le troupeau de koudous, dont il suit en vain les traces. À cette occasion, il traverse des contrées inexplorées. 
Lors de la dernière partie, Hemingway voit ses efforts couronnés de succès quand il parvient à tuer une antilope mâle au panache impressionnant. De retour au camp, Karl lui montre sa prise : un koudou mâle encore plus énorme. Hemingway apprend toutefois que les guides du pays le considèrent comme un frère.

## Citations
- « Mais qui sont nos bons écrivains ? - Les bons écrivains sont Henry James, Stephen Crane et Mark Twain. Ceci n'est pas l'ordre de leur valeur. Il n'y a pas d'ordre pour de bons écrivains. » Première partie, chapitre 1.
- « Je pensais combien était réelle cette Russie de l'époque de notre Guerre civile, aussi réel que tout autre endroit du Michigan, ou la prairie du nord de la ville, et les bois autour de l'élevage de gibier d'Evans, et comment, à travers Tourgueniev, je savais que j'y avais vécu, de même j'avais appartenu à la famille Buddenbrooks, et étais entré et sorti par la fenêtre de mon amante dans Le Rouge et le Noir... » Deuxième partie, chapitre 5.

## Sources
- Meyers, Jeffrey. Hemingway: A Biography, Londres, Macmillan, 1985  (ISBN 0-333-42126-4)
- Mellow, James R. Hemingway: A Life Without Consequences, Houghton Mifflin, 1992  (ISBN 0-395-37777-3)